# Женщины Гуама
Женщины Гуама также известные как гуамки и женщины чаморро играли важную роль на протяжении веков.

## История
В культуре народа чаморро наблюдался баланс гендерных ролей женщин и мужчин. Самая старшая дочь в семье наделяется равной властью со старшим сыном.
В Традиционной гуамской культуре женщины являются главной фигурой в семье, также на них отводится работы на земле и приготовление и запасы продуктов питания, в то время как мужчинам отводится главное место в таких областях как общественные дела, охота и рыбалка.
Родители, в старости, оставались на попечении старшей дочери, за которых она несла ответственность.
В распространённой практике поксаи — форме системы усыновления в гуамском обществе, женщины могут взять на воспитание племянницу или племянника, члена её клана.

## Современное положение
После трёх столетий колониализма образ жизни гуамцев претерпел значительные изменения. Католицизм также внес изменения в культуру. Одним из них является предоставление «более высокого статуса» роли мужчин в правительстве, бизнесе и церкви, в то время как женщинам были отданы роли, связанные с контролем ресурсов семьи. Мужчины доминируют в политической сфере, женщины стали активными участниками религиозных и культурных организаций. В последние годы увеличилось количество женщины из Гуама избранных в качестве чиновников или лидеров гражданских и правительственных организаций.

## Статистика

### Соотношение полов

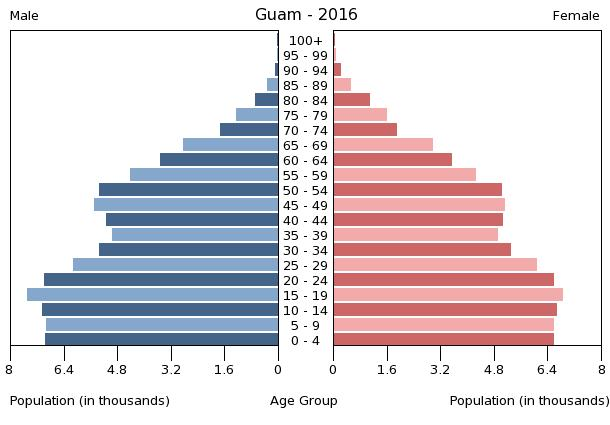
Возрастно-половая пирамида населения Гуама, 2016 год

- При рождении: 1.06 мужчин/женщин
- 0-14 лет: 1.06 мужчин/женщин
- 15-24 лет: 1.08 мужчин/женщин
- 25-54 лет: 1.04 мужчин/женщин
- 55-64 лет: 1.01 мужчин/женщин
- старше 65 лет: 0.84 мужчин/женщин
- Всё население: 1.03 мужчин/женщин[2]

### Коэффициент младенческой смертности
- Население: 5.41 смертей на 1,000 жителей
- Мужчины: 5.81 смертей на 1,000 жителей
- Женщины: 4.99 смертей на 1,000 жителей[2]

### Ожидаемая продолжительность жизни
- Общая: 78.98 лет
- Мужчины: 75.94 лет
- Женщины: 82.21 лет[2]

### Суммарный коэффициент рождаемости
- 2,34 рождённых детей на женщину[2]